# Apoort
Een Apoort of A-poort is een van de vier stadspoorten die zich in de loop der eeuwen aan westzijde van de Nederlandse vesting Groningen bevonden en de toegang over de A moesten beveiligen. De weg vanuit de Apoort leidde naar het in 1192 gestichte klooster van Aduard.  
Eerste Apoort (13e eeuw - 1e helft 16e eeuw)
De eerste houten Abrug over de A werd blijkens dendrologisch onderzoek direct al in 1192 gelegd. Mogelijk begin 13e eeuw werd daarop ten westen van de Hoge der A en de Kleine der A de eerste Apoort gebouwd als zesde stadspoort aan stadszijde van de A in de eerste houten vestingwal van de stad. Dit kan echter ook pas bij de bouw van de nieuwe stenen stadsmuur rond 1260 zijn gebeurd. Of deze poort meteen in steen is opgetrokken is niet bekend. Ook is onzeker of zich in die tijd een stadswal aan oostzijde van de A bevond, maar dit is zeker mogelijk gezien het feit dat er in die tijd meerdere torens langs de A stonden. Vermoedelijk in de 14e eeuw werd een stenen Abrug voor de poort gelegd. In die tijd werd aan westzijde van de A het Menrediep gegraven als nieuwe laad- en losplaats.
Tweede Apoort (ca. 1470 - 1828)
Met de bouw van het Bolwerk rond 1470 werd vermoedelijk ook een aarden wal gelegd op het terrein tussen de A en het Menrediep. Daartussen -tussen de huidige Sledemennerstraat en de Lage der A en ten westen van de Pottebakkersrijge- werd een nieuwe (tweede) houten (Buiten-)Apoort gebouwd. In 1517 werd deze opnieuw opgetrokken in steen. Deze Apoort deed ook dienst als gevangenis. 
Derde Apoort (ca. 1530 - ca. 1620)
In de Gelderse tijd rond 1530 werd aan buitenzijde van het Menrediep het Marwixrondeel gebouwd. Daarin werd een nieuwe (derde) houten Buiten-Apoort gebouwd ter hoogte van de kruising van de Astraat met de Westerbinnensingel en de Westerhavenstraat. In dezelfde periode (tussen 1511 en 1534) werd de oudste (eerste) Apoort vermoedelijk afgebroken. De Buiten-Apoort werd bij het versterken en verbreden van het Bolwerk in 1553 opnieuw opgetrokken in steen.  
Bij de bouw van Alva's Arx Nova rond 1569 wilde deze dat ook de (tweede) Binnen-Apoort uit ca. 1470 werd afgebroken voor de bouw van deze citadel, maar de stad-Groningers wisten dit te voorkomen.  
Toen tussen 1614 en 1624 de Grote Uitleg werd gepleegd en de stad een nieuw vestingstelsel kreeg, werd de (derde) Buiten-Apoort rond 1620 afgebroken.   
Vierde Apoort (1623 - 1859)
In 1616 staat voor het eerst een nieuwe (vierde) Buiten-Apoort ingetekend aan oostzijde tussen de Westersingel met de Westerkade (de latere Westerhaven) op de kaart van Nicolaes van Geelkercken. Echter, ook in 1618 werd er aan deze poort gewerkt. De poort bestond oorspronkelijk net als de andere stadstorens uit niet meer dan een tunnel. In 1623 kreeg de nieuwe poort haar definitieve façade. Deze Apoort kreeg echter tussen 1656 en 1657 een renaissancistische woonverdieping met drie kloostervensters, aan weerszijden een stel Ionische pilasters met klauwstukken en een versiering van festoenen. In het torentje erboven hing een klok, die een kwartier van tevoren het vertrek van de trekschuit naar Friesland over het Hoendiep aankondigde.
In de 19e eeuw werden de beide poorten steeds meer gezien als sta in de weg. In 1828 werd de (tweede) Binnen-Apoort afgebroken. In 1859 werd ook de (vierde) Buiten-Apoort gesloopt. Bij deze poort bleef echter een overdekte doorgang aanwezig, die in 1875 werd gesloopt bij het slechten van de vestingwerken.

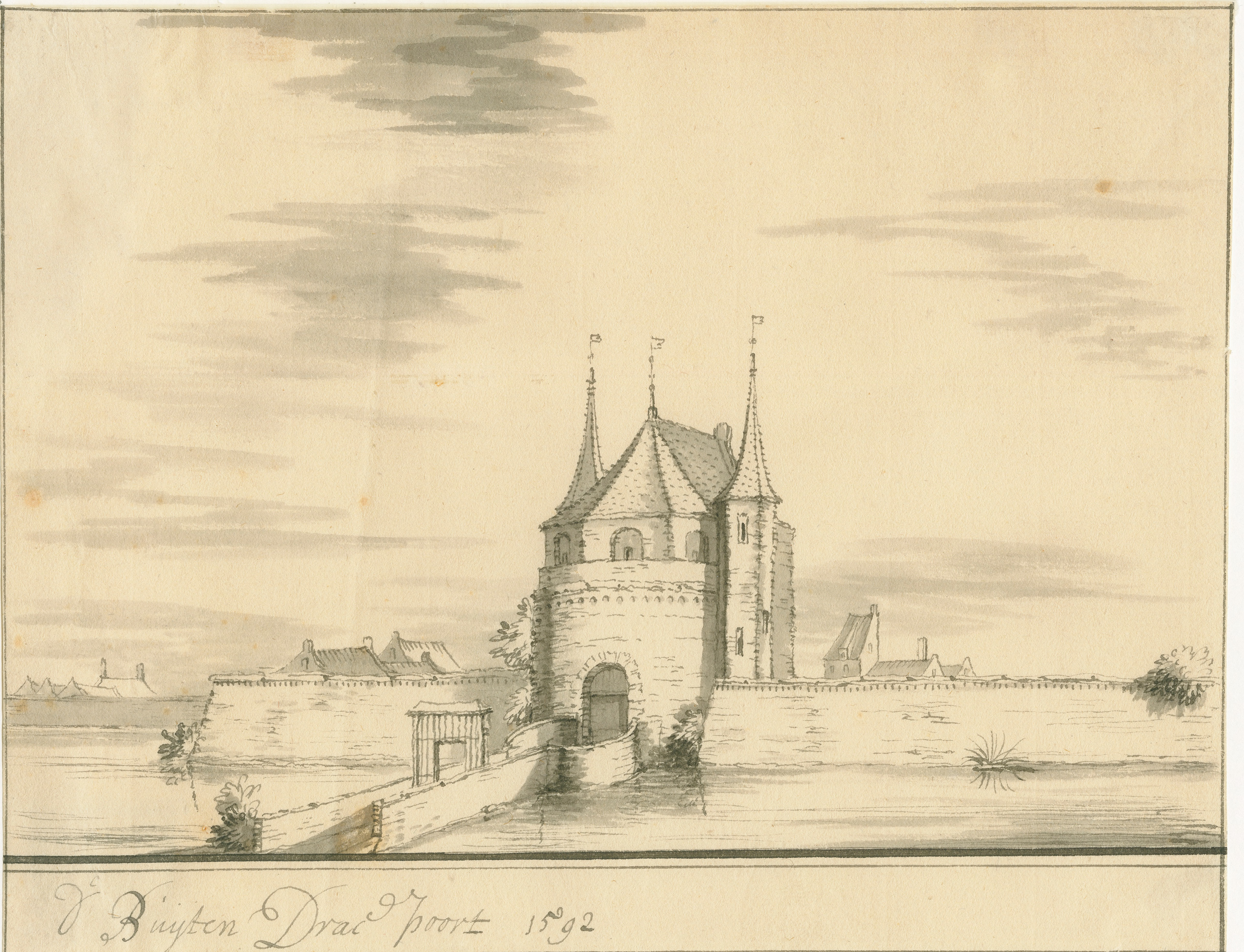
De stenen Buiten-Apoort uit 1553 in het Marwixrondeel, getekend naar de situatie in 1592 (Stellingwerff, ca. 1725). Afgebroken rond 1620.
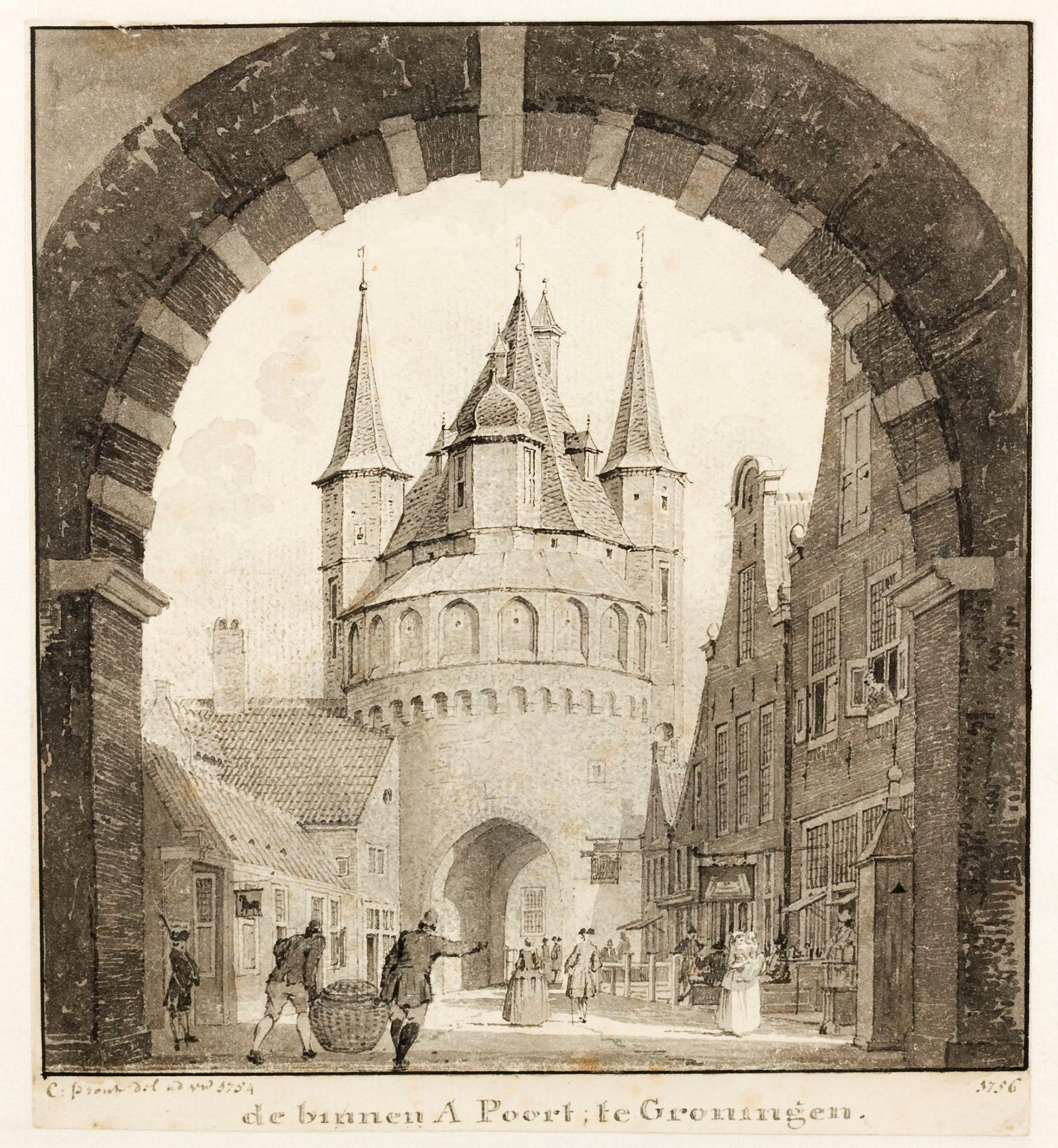
De Binnen-Apoort uit 1517 gezien vanuit de Buiten-Apoort uit 1623 (Pronk, 1754)
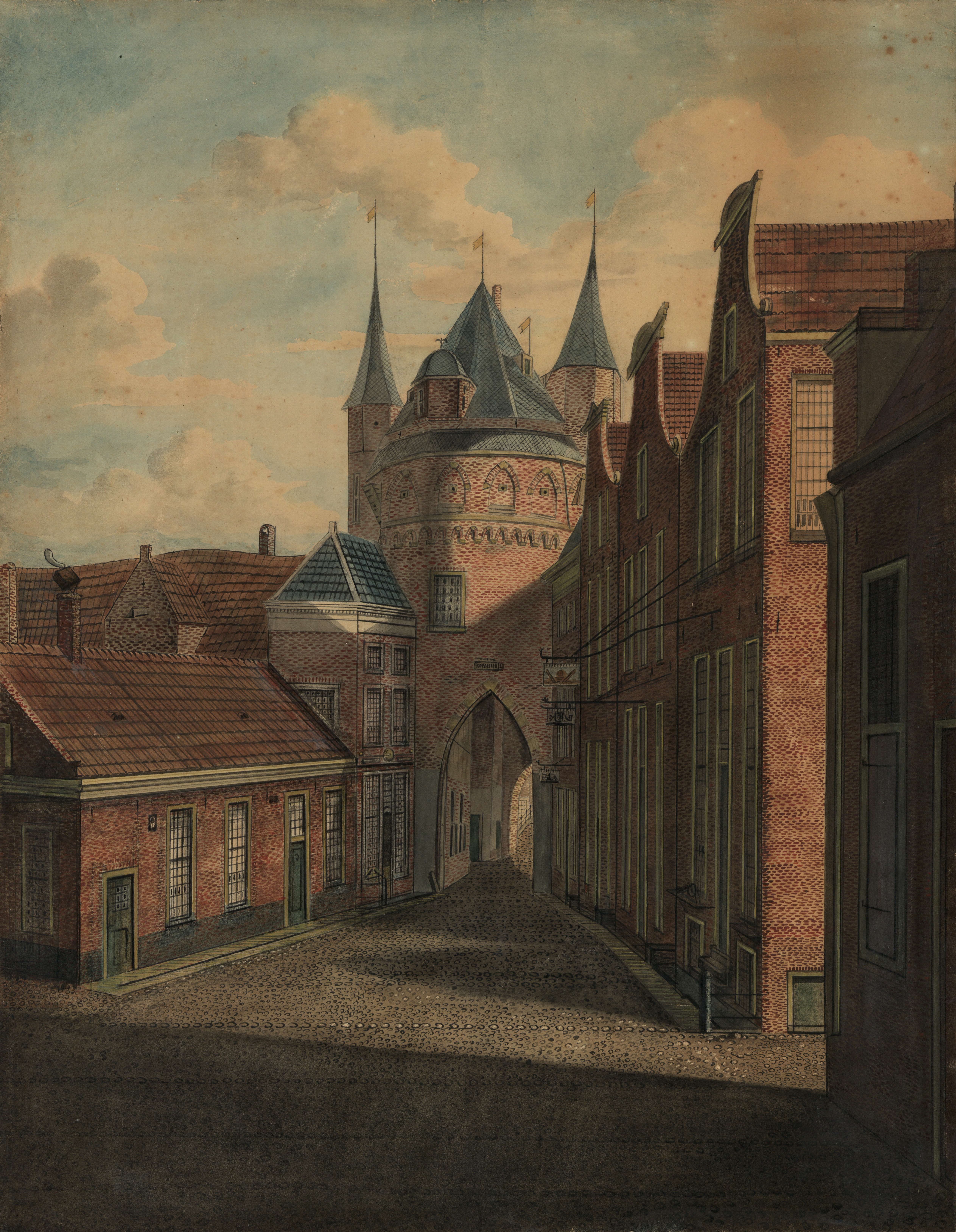
Buitenzijde van de Binnen-Apoort ten tijde van de afbraak in 1828 (Schoonbeek, 1830, zie ook litho uit 1832)
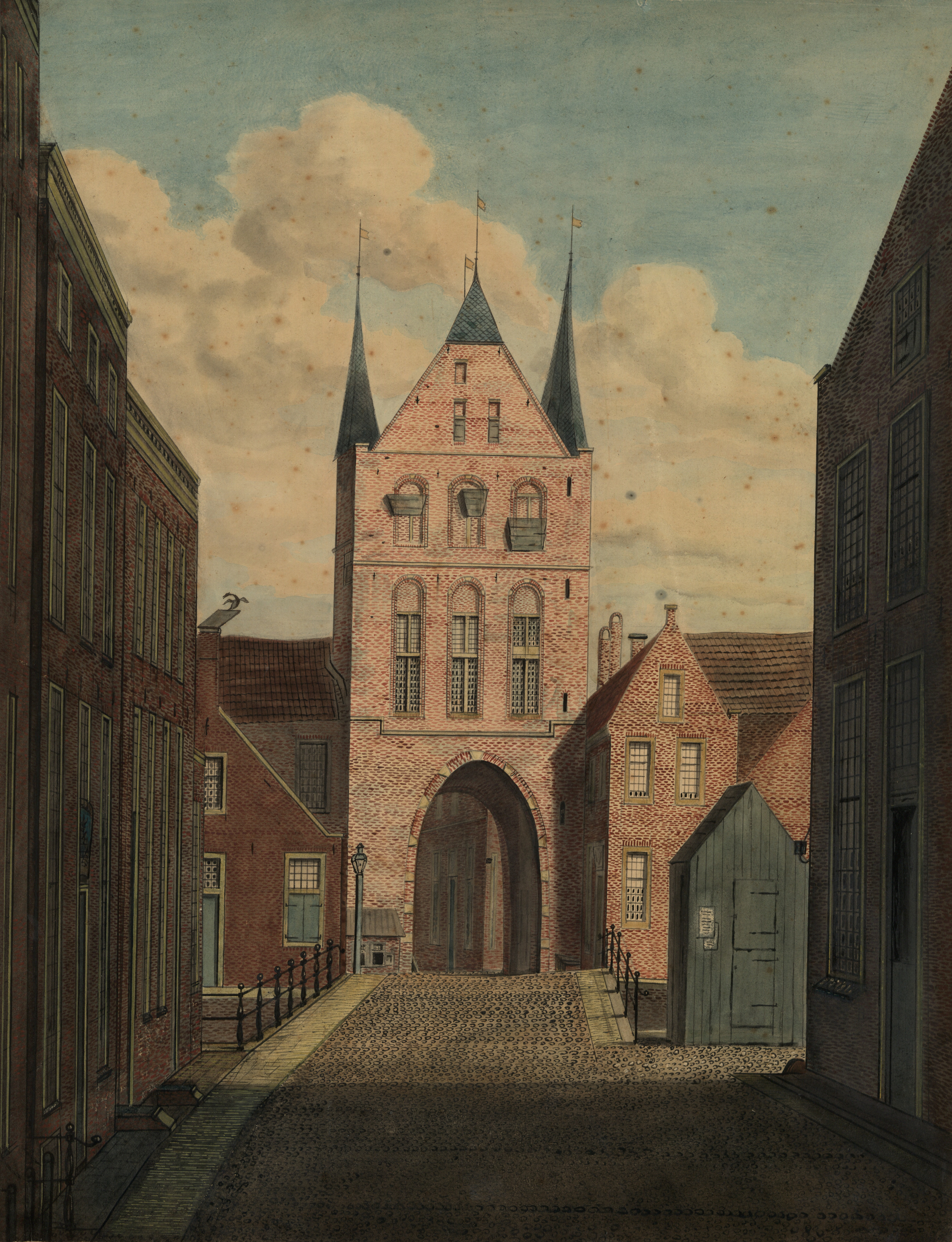
Binnenzijde van de Binnen-Apoort ten tijde van de afbraak in 1828 (zie ook litho uit 1832)
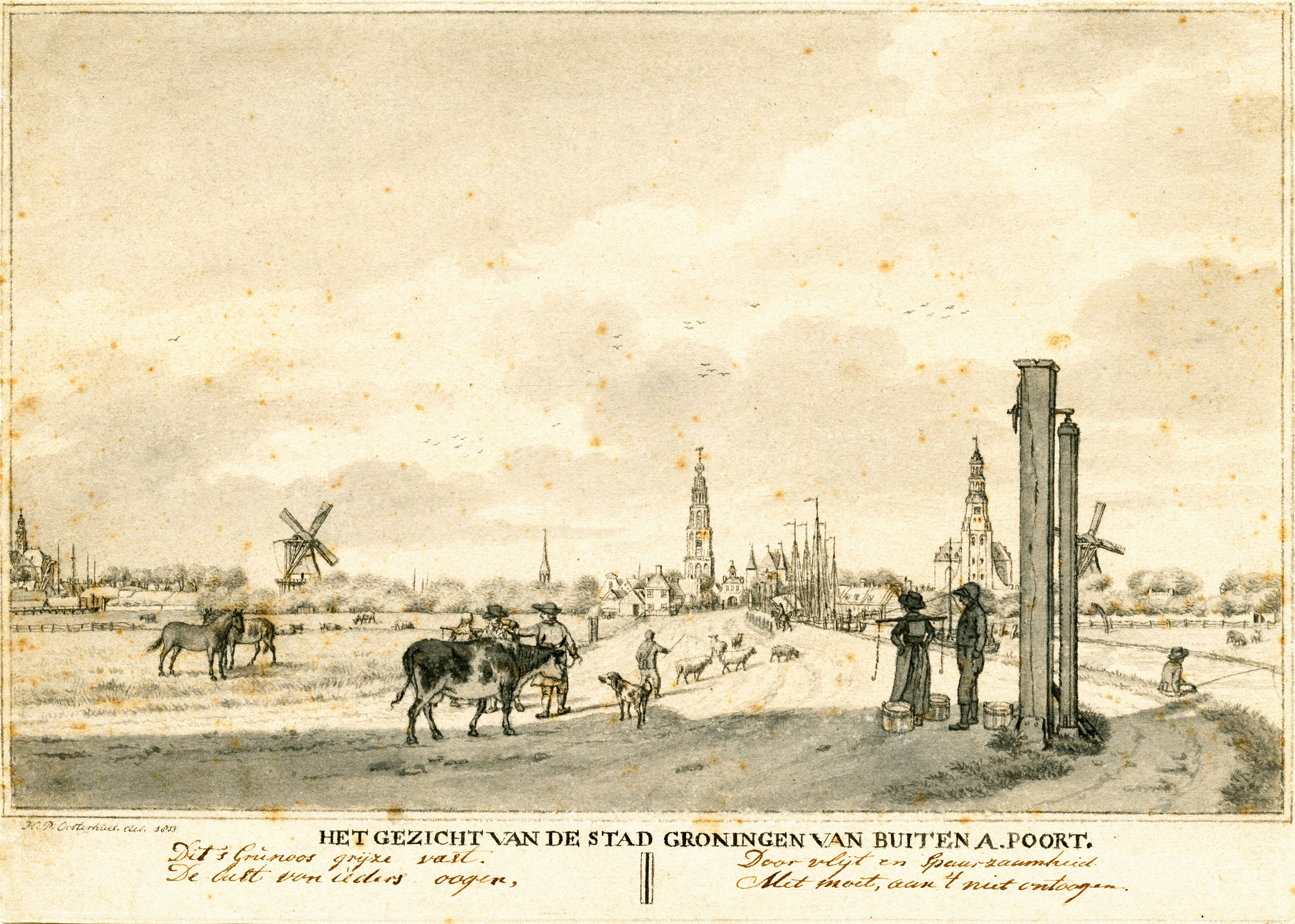
Gezicht op de stad Groningen van buiten de Buiten-Apoort met rechts het Hoendiep. Op de achtergrond van links naar rechts de Nieuwe Kerk, een molen op (vermoedelijk) de Kranedwinger (of de Reitdiepsdwinger), de toren van de Broerkerk, de Martinitoren, de Buiten-Apoort uit 1623, de grotere Binnen-Apoort er schuin achter, de Akerk en nog een molen op de Marwixdwinger. Op de voorgrond een rolpaal.
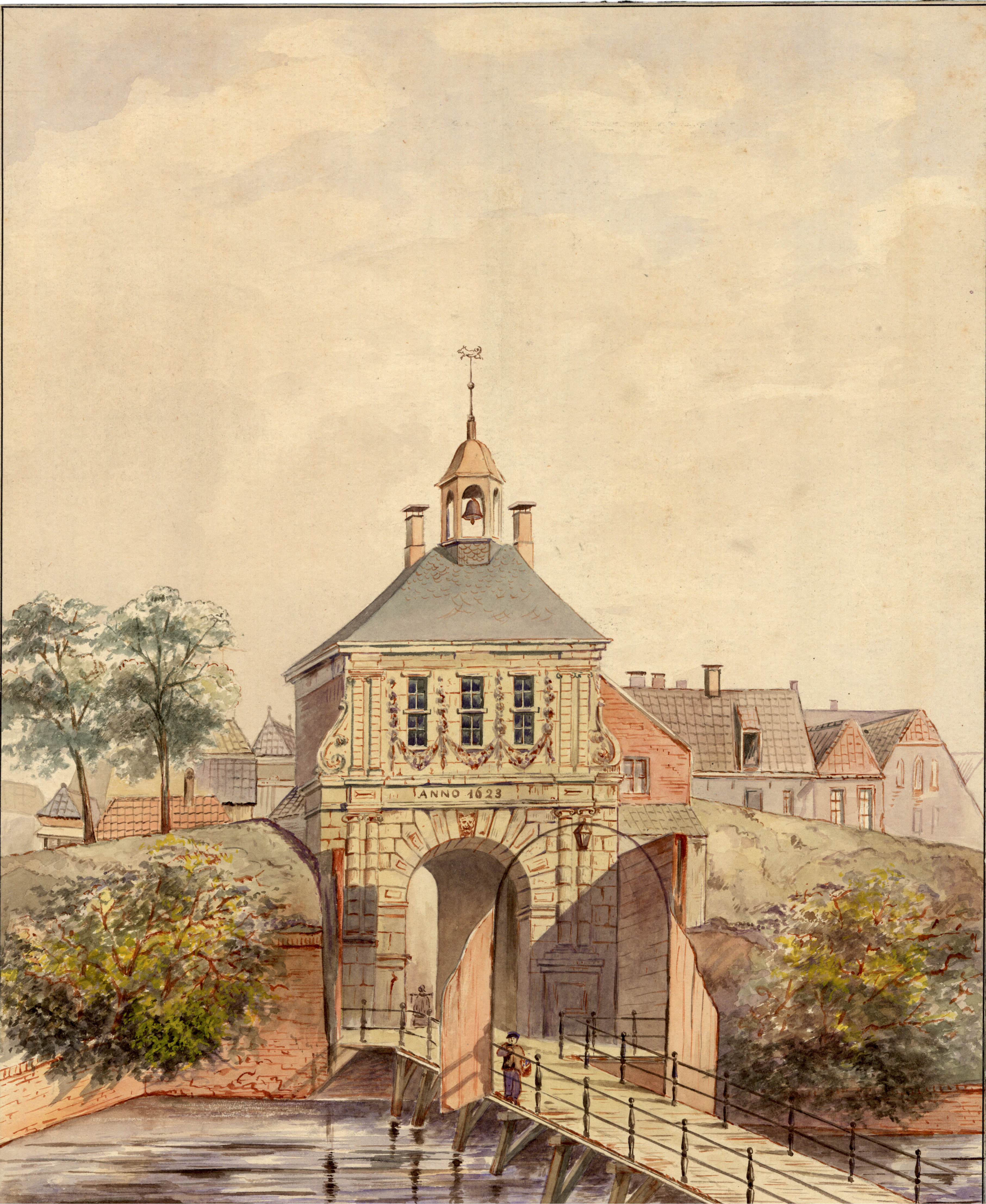
Buiten-Apoort uit 1623 met bovenbouw uit 1657 ten tijde van de afbraak in 1859 (Berghuis, 1859)
Schematische weergave van buiten- en binnenzijde van de gesloopte Buiten-Apoort (G. Kater Jzn, 1860)
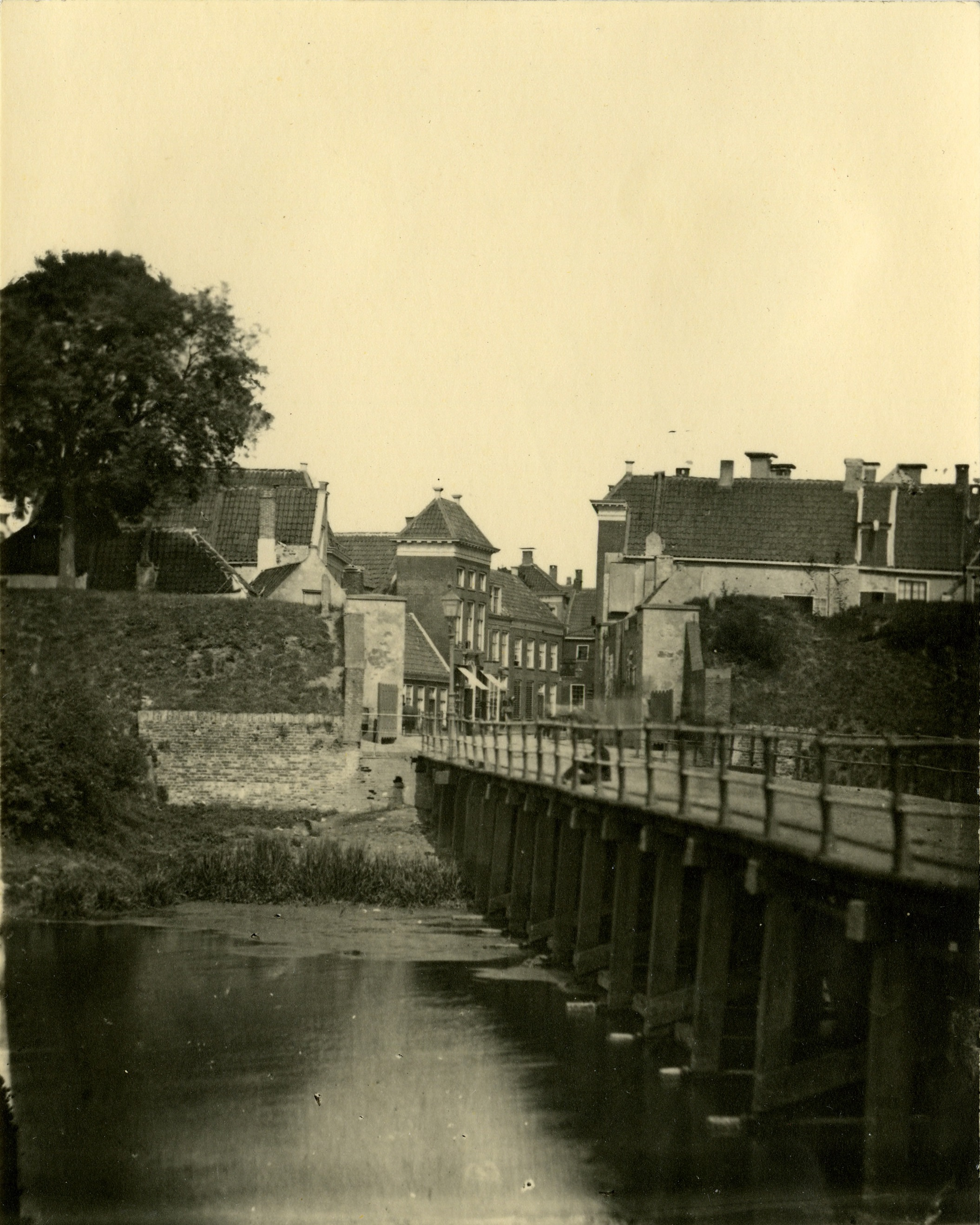
Restanten van de Buiten-Apoort na de sloop gezien vanaf de Apoortenbrug, vlak voor deze door een dam werd vervangen (Von Kolkow?, 1874)